# Baudenkmal

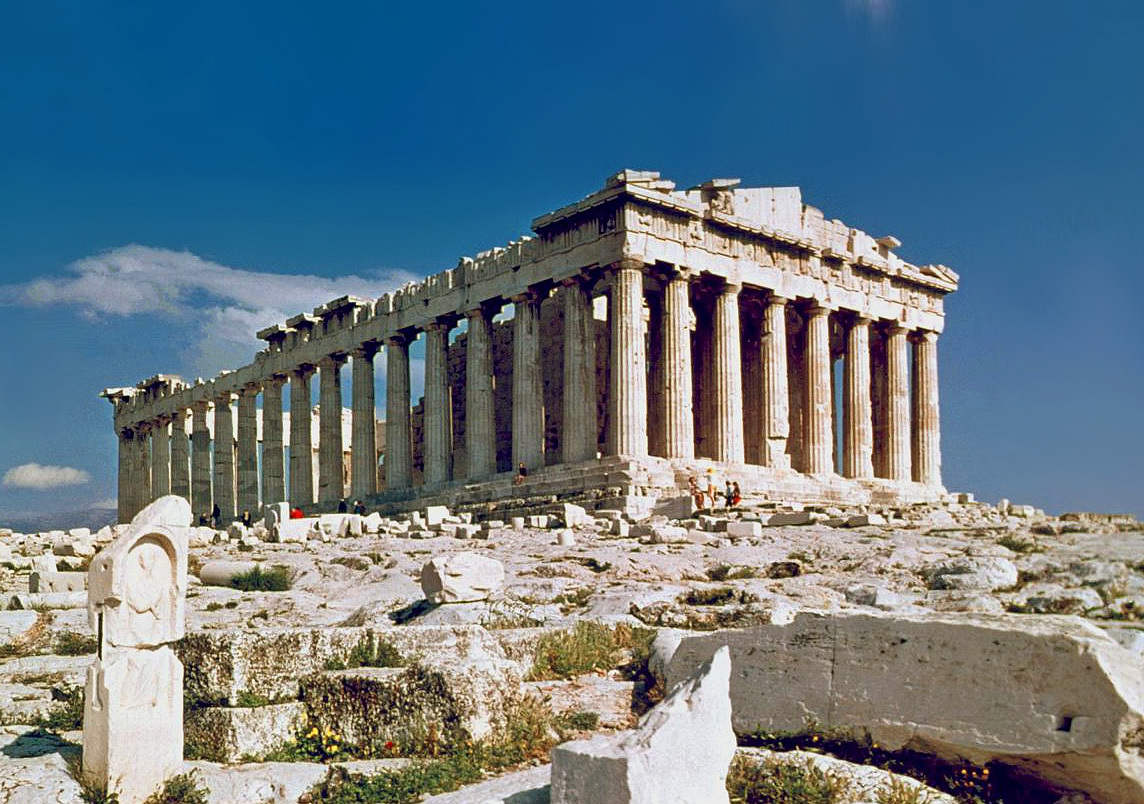
Parthenon in Athen

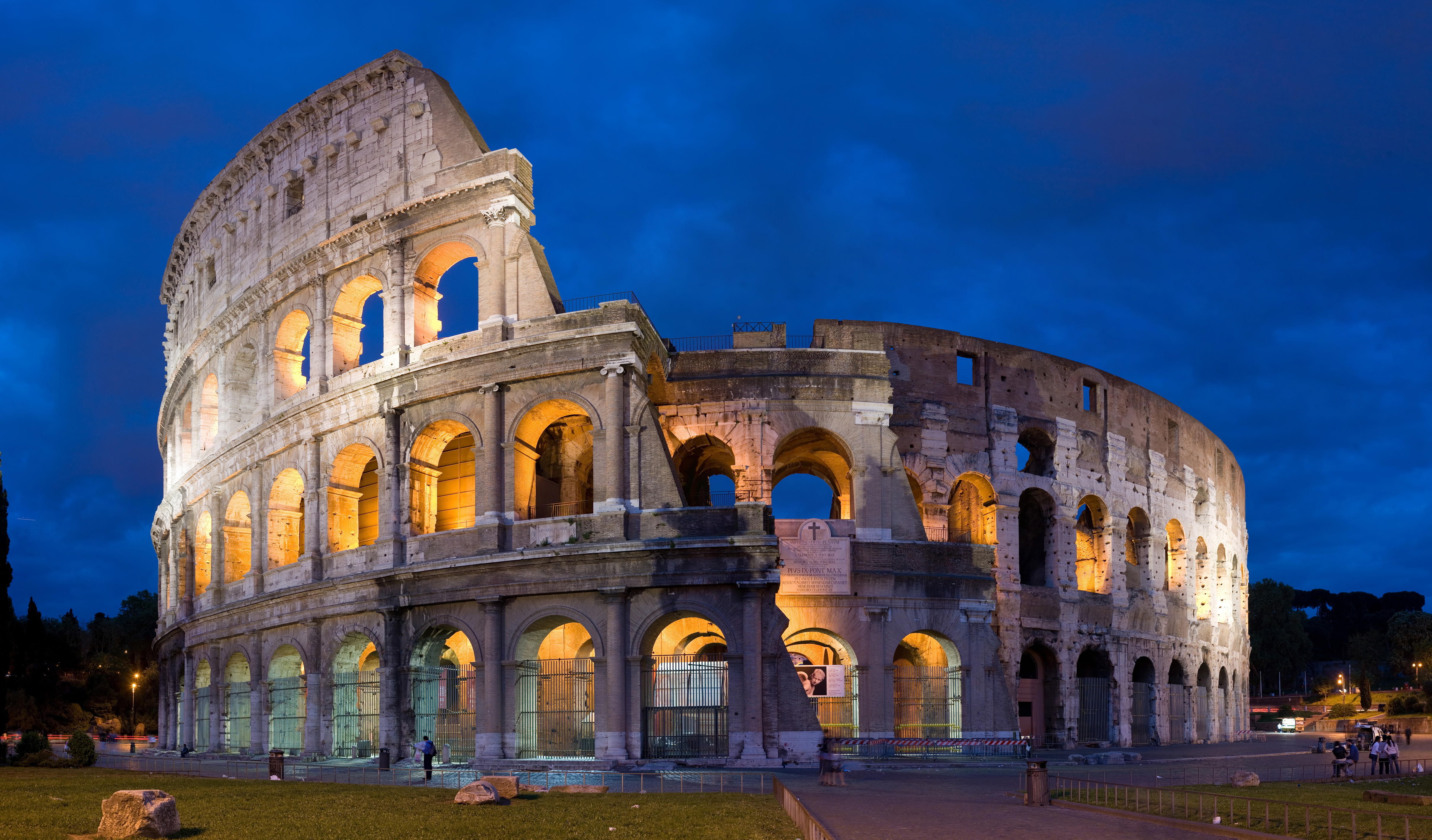
Kolosseum in Rom

Der Begriff Baudenkmal bezeichnet laut Duden ein „Bauwerk als Denkmal vergangener Baukunst“ und umfasst „historische Baulichkeiten aller Art als Quellen und Zeugnisse menschlicher Geschichte und Entwicklung.“
Baudenkmale können einzelne Kulturdenkmäler als Einzelgebäude sein, oder auch Gesamtanlagen, wie historische Stadt- und Ortskerne, Straßenzüge, Plätze oder Gebäudegruppen bzw. Bauensembles, oder gar eine ganze Stadtlandschaft. Sie sind von künstlerischer, wissenschaftlicher, technischer, handwerklicher, geschichtlicher oder städtebaulicher Bedeutung. Darüber hinaus ist Baudenkmal ein Fachbegriff, der in unterschiedlichem Zusammenhang anders ausgelegt wird. So bezeichnete er ursprünglich ein architektonisches oder plastisches Monument zum Gedenken an eine Persönlichkeit oder ein Ereignis.
Viele Baudenkmale sind heute wichtiges Kulturgut und Teil des gewachsenen kulturellen Erbes eines Staates, einer Region oder Kommune. Sie haben nachweislich positive wirtschaftliche Effekte wie beim Tourismus und der Standortattraktivität und gelten ebenfalls als Faktor für Lebensqualität. Viele Baudenkmale tragen das Kennzeichen zum Schutz von Kulturgut entsprechend der Haager Konvention (vgl. Blue Shield International) oder sind UNESCO-Welterbe.

## Geschichtliche Begriffsentstehung

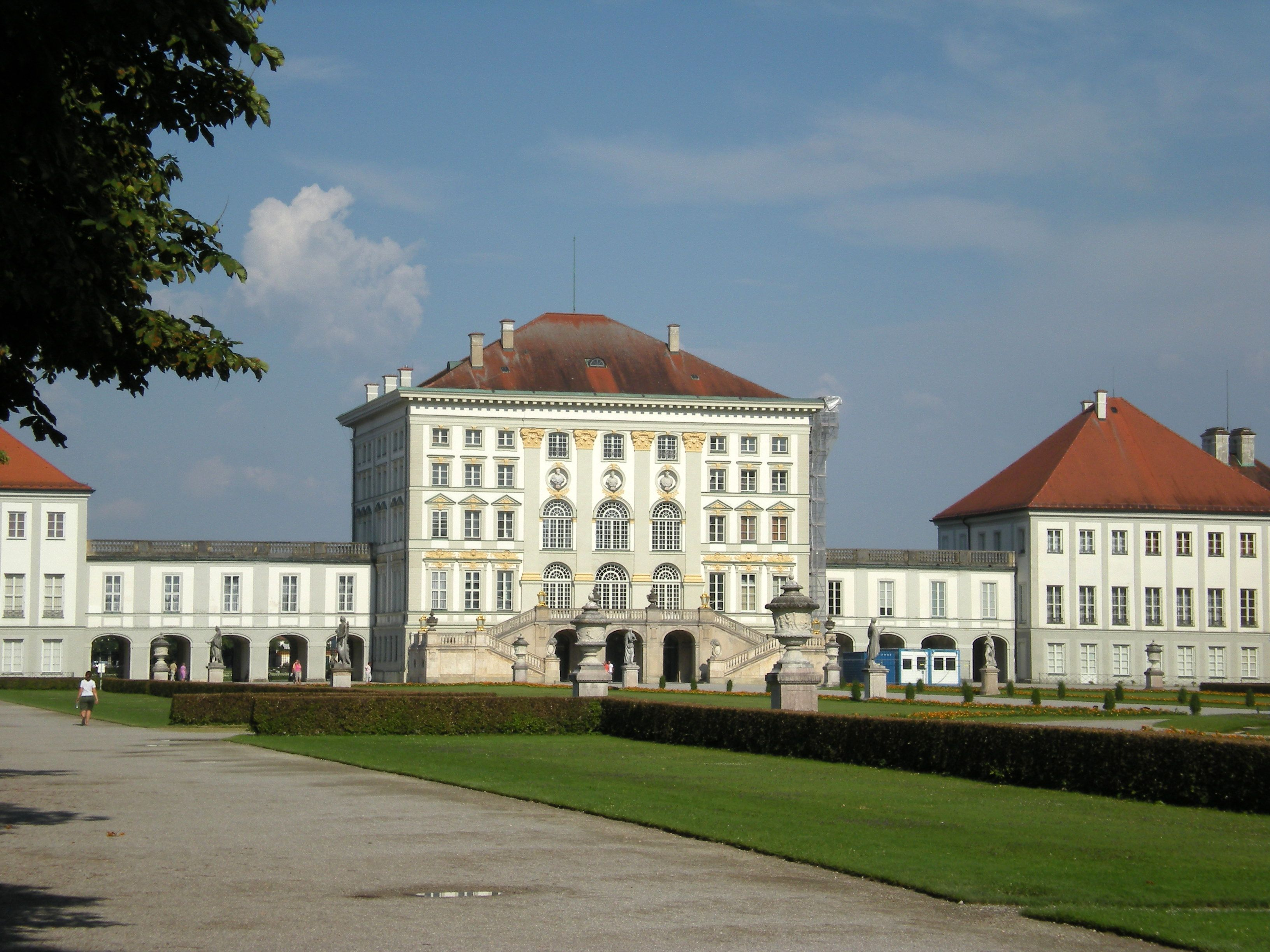
Ein Baudenkmal kann ein prächtiges Schloss sein (hier Schloss Nymphenburg in München)…

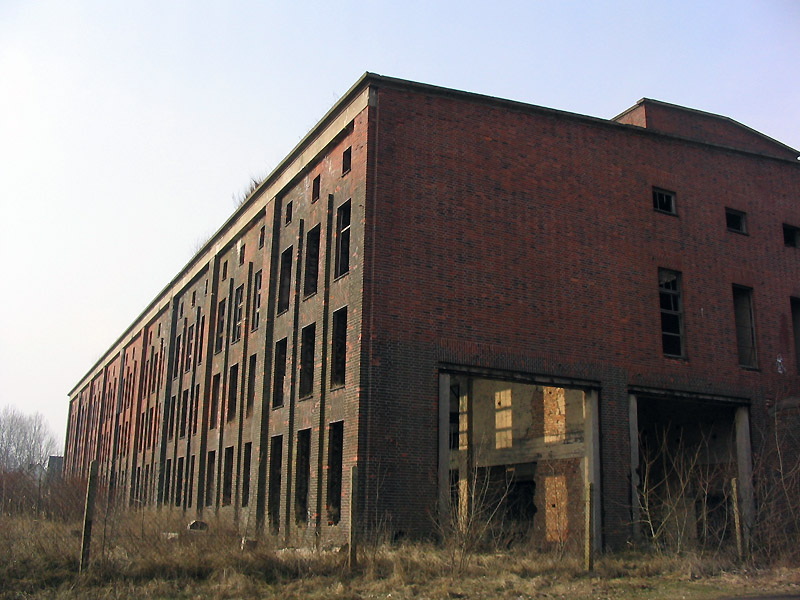
… oder ein ruinöser Industriebau (hier das Sauerstoffwerk II in Peenemünde)

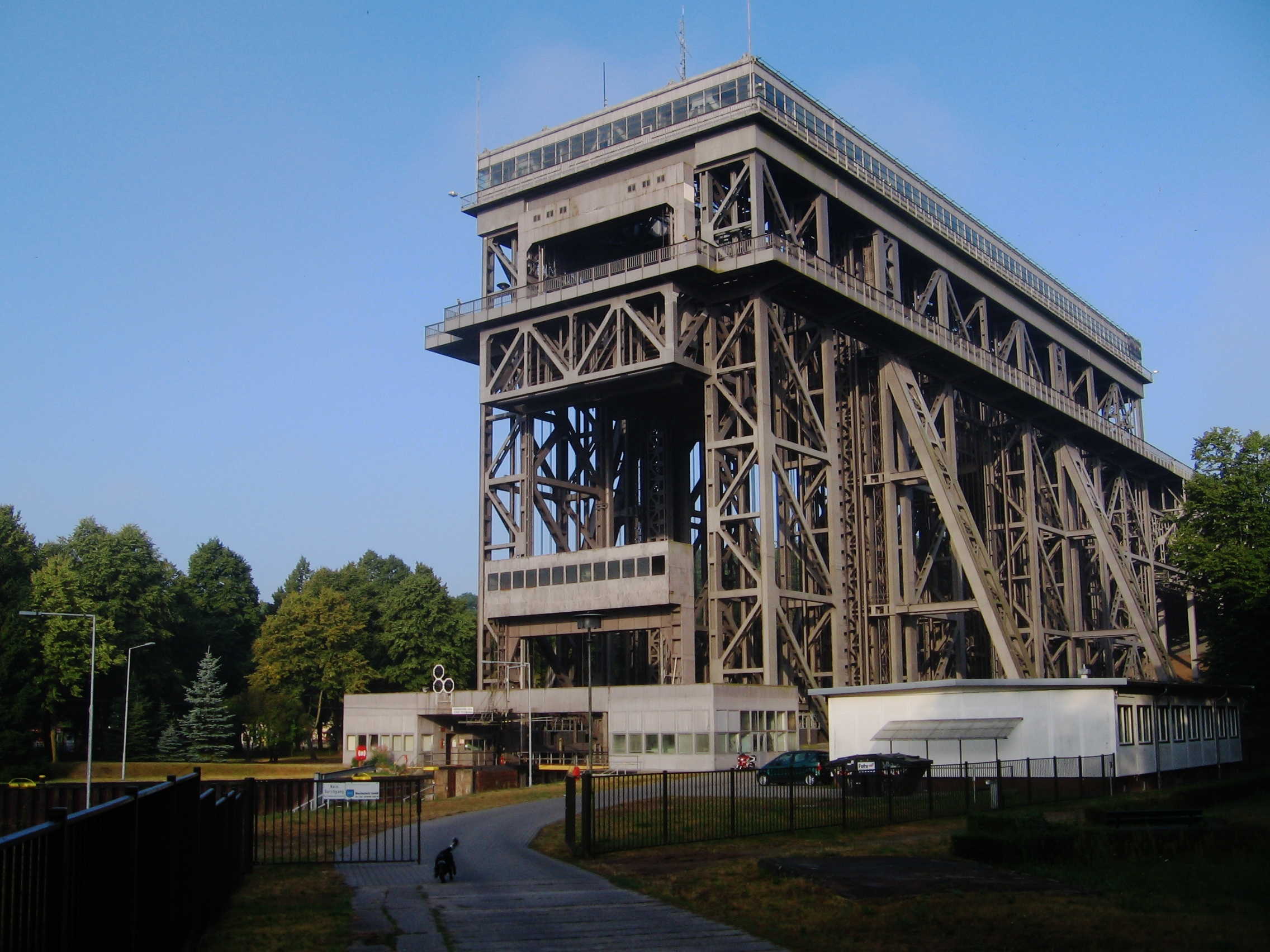
… oder ein Schiffshebewerk

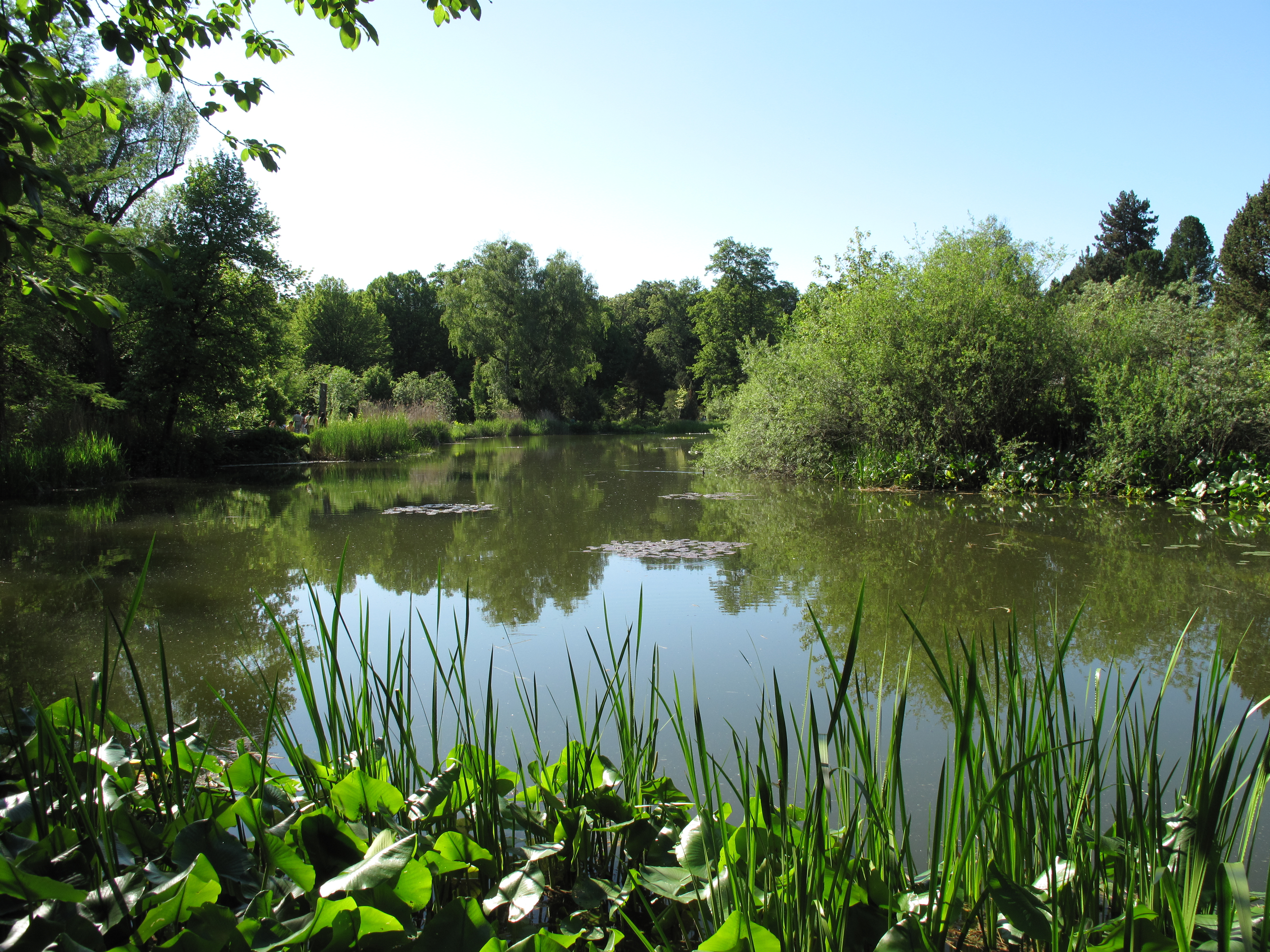
… oder ein Botanischer Garten in Bayern

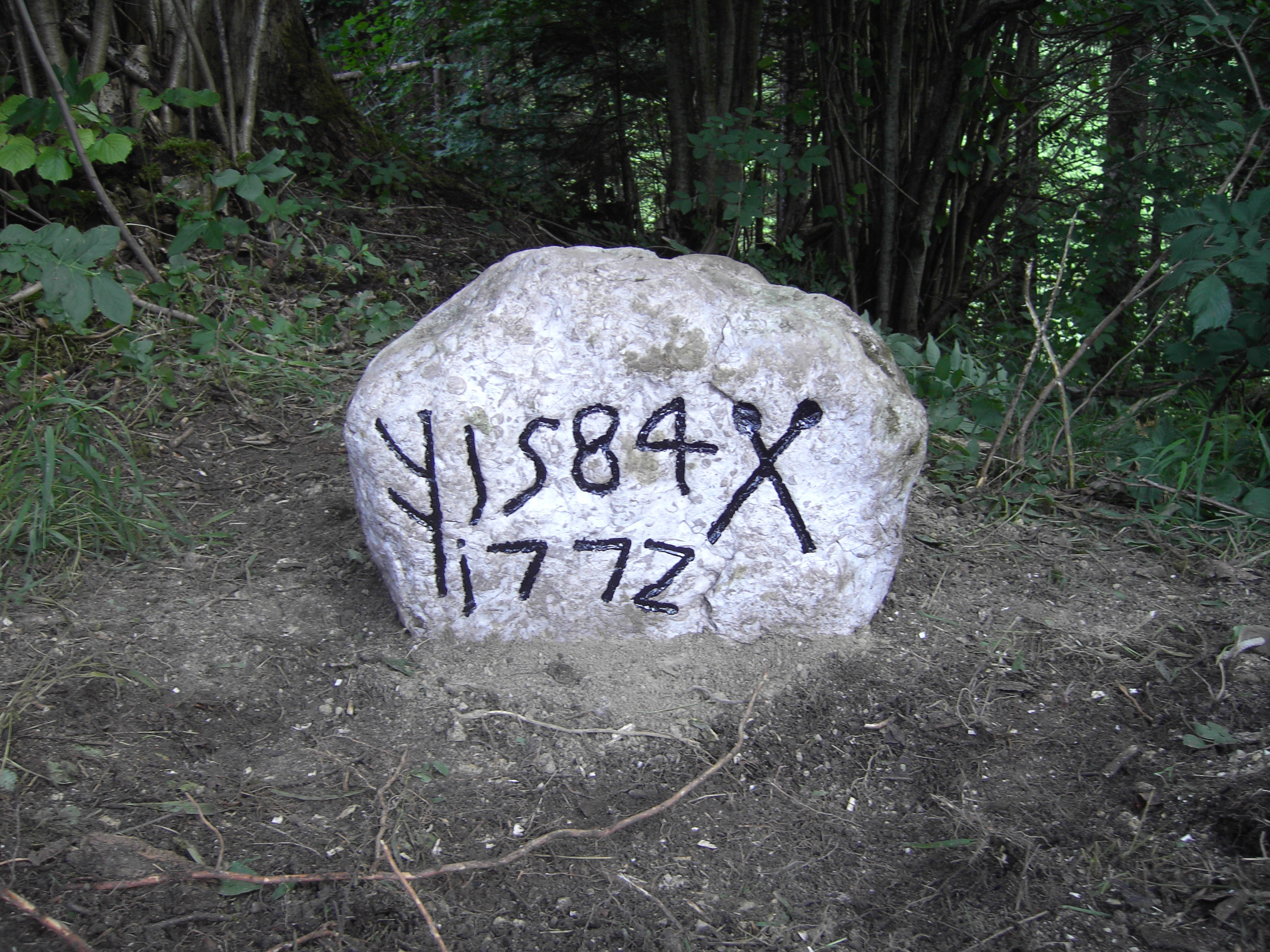
… oder auch ein einfacher Grenzstein wie hier in Jachenau.

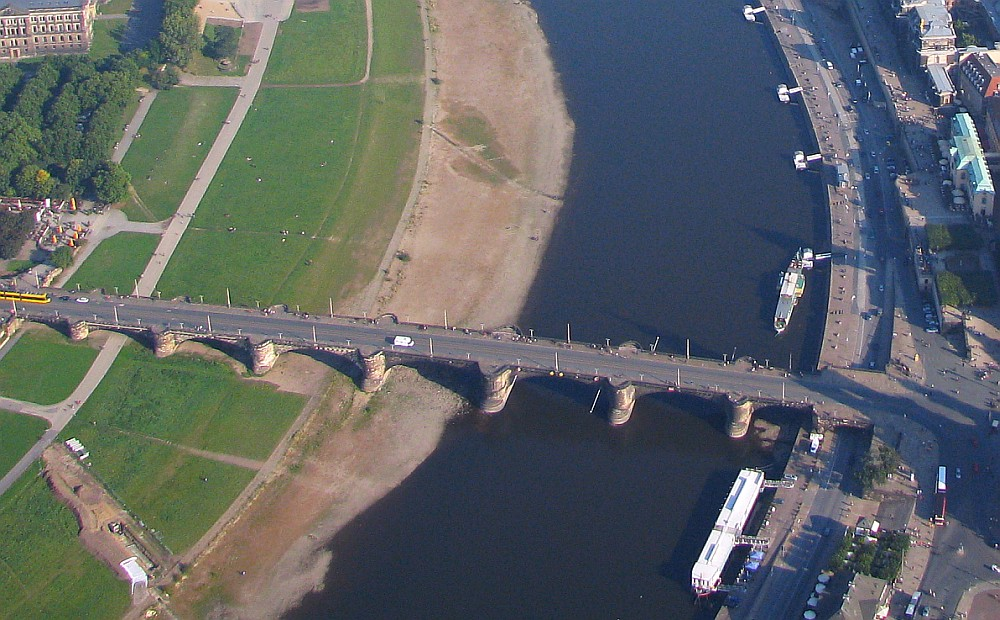
Die Augustusbrücke in Dresden ist umgangssprachlich auch ein Baudenkmal, das sächsische Denkmalrecht bezeichnet sie jedoch als Kulturdenkmal.

In der ersten Hälfte des 19. Jahrhunderts fanden sich private Altertumsvereine zusammen, die sich das Ziel der „Aufsuchung, Erhaltung, Erläuterung und Abbildung historisch oder künstlerisch wichtiger Denkmäler der vaterländischen Vorzeit“ gaben, wie der 1825 im Königreich Sachsen gegründete Königlich sächsische Verein zur Erforschung und Erhaltung vaterländischer Alterthümer (siehe auch Entwicklung des Denkmalschutzes in Sachsen).
Der Begriff der (vaterländischen) Alterthümer wurde im Zuge der in der zweiten Hälfte jenes Jahrhunderts erfolgenden Inventarisation aufgeteilt: Die beauftragten Inventare der Bau- und Kunstdenkmäler (beispielsweise Richard Steche und Cornelius Gurlitt: Beschreibende Darstellung der älteren Bau- und Kunstdenkmäler des Königreichs Sachsen. 41 Bde., Meinhold, Dresden 1882–1923) trennten zwischen den bewahrenswerten Bauwerken (Baudenkmale wie Kirchen, Schlösser, Herrenhäuser etc.) und den bewahrenswerten Kunstschätzen und künstlerischen Denkmalen (Kunstdenkmale wie Kirchenausstattungen, Statuen und Reiterdenkmäler). Diese Aufteilung war jedoch nicht verpflichtend. Noch im Jahr 1900 beauftragte der erste Tag für Denkmalpflege den Kunsthistoriker Georg Dehio mit der Aufgabe, eine deutschlandweite Schnellinventarisation aller schützenswerten Objekte zu erstellen, das Handbuch der deutschen Kunstdenkmäler.
Im Jahr 1902 wurde im Großherzogtum Hessen mit dem Gesetz, den Denkmalschutz betreffend das erste deutsche kodifizierte Denkmalschutzgesetz erlassen. In seinem zweiten Abschnitt enthält es Kapitel, die explizit Baudenkmäler im Besitz von Privatpersonen behandeln. Auch Naturdenkmäler werden behandelt (Abschnitt 6). Der Begriff des Kulturdenkmals taucht erst später auf, so im Langtitel des 1934 verabschiedeten sächsischen Heimatschutzgesetzes: Gesetz zum Schutze von Kunst-, Kultur- und Naturdenkmalen.
Baudenkmale sind als Teil des kulturellen Erbes in vielen Kriegen und bewaffneten Konflikten eines der Primärziele und damit von Zerstörung und Plünderung bedroht. Oft steht dabei besonders der kulturelle Aspekt der Bauten im Vordergrund und es soll damit gerade das kulturelle Erbe des Feindes nachhaltig beschädigt oder vernichtet werden. Der Präsident von Blue Shield International, Karl von Habsburg, erläuterte bei einem Kulturgutschutz-Einsatz im April 2019 im Libanon mit der United Nations Interim Force in Lebanon: „Kulturgüter sind ein Teil der Identität der Menschen, die an einem bestimmten Ort leben. Zerstört man ihre Kultur, so zerstört man damit auch ihre Identität. Viele Menschen werden entwurzelt, haben oft keine Perspektiven mehr und flüchten in der Folge aus ihrer Heimat.“ Nationale beziehungsweise internationale Koordination hinsichtlich militärischer und ziviler Strukturen zum Schutz von Baudenkmalen im Sinn von Kulturdenkmalen betreibt heute Blue Shield International gemeinsam mit den Vereinten Nationen und der UNESCO. Gerade im Kriegsfall wird versucht wie in Libyen, in Syrien, im Jemen und in Mali für Baudenkmäler sogenannte „No-strike-Lists“ anzulegen. Mit diesen von Blue Shield in Verbindung mit lokalen Experten erstellten Listen soll für alle Kriegsparteien festgelegt werden, welche wichtigen Stätten auf keinen Fall bombardiert werden dürfen.

## Fach-Begriffsdefinitionen
Dem allgemeinen Sprachgebrauch gegenüber, der generell Zeugnisse vergangener Baukunst überall auf der Welt als Baudenkmal bezeichnet, ist der juristische, deutschsprachige Fachbegriff Baudenkmal meist enger definiert, während ihn die Wissenschaft um die Denkmalpflege eher im Sinne des allgemeinen Sprachgebrauchs verwendet, also auch ohne amtliche Unterschutzstellung.

## Nationales

### Deutschland

#### Denkmalrechtliche Definition
Da der amtliche Denkmalschutz in Deutschland in die Kompetenzen der Bundesländer fällt, gibt es in den Denkmalschutzgesetzen der einzelnen Bundesländer verschiedene Definitionen. So unterscheidet beispielsweise Bayern in seinem Denkmalschutzgesetz lediglich zwischen Baudenkmal und Bodendenkmal (in der bayerischen Denkmaltopographie Denkmäler in Bayern auch archäologisches Denkmal genannt). Baudenkmal ist dort definiert als:

„… bauliche Anlage oder Teile davon aus vergangener Zeit … einschließlich dafür bestimmter historischer Ausstattungsstücke (auch beweglicher Sachen). Als Baudenkmäler gelten auch Gartenanlagen und Ensembles, letztere auch dann, wenn nicht jedes einzelne dazugehörige Bauwerk ein Baudenkmal ist, das Orts-, Platz- oder Straßenbild aber insgesamt erhaltenswürdig ist.“

Dagegen zählt z. B. in Berlin und Brandenburg eine Gartenanlage nicht als Baudenkmal, sondern es gibt dafür eine eigene Kategorie Gartendenkmal. In Brandenburg und sieben weiteren Bundesländern gibt es auch eine eigene Kategorie für bewegliche Denkmale.
Zur Klassifizierung denkmalgeschützter Objekte vorgesehen ist der Begriff Baudenkmal in den Denkmalschutzgesetzen der folgenden Bundesländer:
| Land                   | Gesetz                                                                      | Siehe auch                            |
| ---------------------- | --------------------------------------------------------------------------- | ------------------------------------- |
| Bayern                 | Gesetz zum Schutz und zur Pflege der Denkmäler                              | Liste der Baudenkmäler in Bayern      |
| Berlin                 | Gesetz zum Schutz von Denkmalen in Berlin                                   | Baudenkmale in Berlin                 |
| Brandenburg            | Gesetz über den Schutz und die Pflege der Denkmale im Land Brandenburg      | Baudenkmale in Brandenburg            |
| Mecklenburg-Vorpommern | Denkmalschutzgesetz von Mecklenburg-Vorpommern                              | Baudenkmale in Mecklenburg-Vorpommern |
| Niedersachsen          | Niedersächsisches Denkmalschutzgesetz                                       | Baudenkmale in Niedersachsen          |
| Nordrhein-Westfalen    | Gesetz zum Schutz und zur Pflege der Denkmäler im Lande Nordrhein-Westfalen | Baudenkmäler in Nordrhein-Westfalen   |
| Saarland               | Saarländisches Denkmalschutzgesetz                                          | Baudenkmale im Saarland               |
| Sachsen-Anhalt         | Denkmalschutzgesetz des Landes Sachsen-Anhalt                               | Baudenkmale in Sachsen-Anhalt         |

Die Landesgesetze der anderen Bundesländer sehen in ihren jeweiligen Regelungen zur Unterschutzstellung von Bauwerken nicht die Verwendung einer gesonderten Gruppe „Baudenkmal“ vor, auch wenn dieser Begriff beispielhaft im Gesetzestext verwendet sein kann, sondern fassen Baudenkmale mit anderen denkmalgeschützten Objekten unter dem allgemeinen Begriff Kulturdenkmal oder Denkmal zusammen. Diese Begriffe wurden auch im Denkmalrecht der DDR verwendet, der Begriff Baudenkmal dagegen nicht. Die Denkmalschutzgesetze in Österreich und der Schweiz verwenden den Begriff Baudenkmal ebenfalls nicht.

#### Einkommensteuerrechtliche Definition
Auch im deutschen Einkommensteuergesetz werden denkmalgeschützte Gebäude oder Gebäudeteile, unabhängig von der Definition der Denkmalpflegegesetze einzelner Bundesländer, übergreifend und deutschlandweit mit dem Begriff Baudenkmal bezeichnet. Der Denkmalschutz nach den jeweiligen landesrechtlichen Vorschriften wird jedoch vorausgesetzt. Baumaßnahmen, die nach Art und Umfang zur Erhaltung des Gebäudes oder Gebäudeteils als Baudenkmal oder zu seiner sinnvollen Nutzung erforderlich sind, können steuerlich abgesetzt werden. Derart steuerlich begünstigte Objekte werden von Immobilienmaklern auch unter der Bezeichnung Denkmalimmobilie oder Denkmalschutzimmobilie gehandelt.

#### Denkmalpflegerische Verwendung
Die Verwendung des Begriffs in der Denkmalpflege folgt eher dem allgemeinen Sprachgebrauch als den Denkmalschutzgesetzen der einzelnen Länder. So heißt es beispielsweise im Vorwort zum aktuellen Dehio-Handbuch für Sachsen, dessen Denkmalschutzgesetz Kulturdenkmale nicht weiter unterteilt:

„In einem größeren Umfang als sonst üblich wurden die in der Bombennacht vom 13. auf den 14. Februar 1945 zerstörten Baudenkmale Dresdens beschrieben und gewürdigt […]. Die rekonstruierten und wiederhergestellten Baudenkmäler sind so in ihrem ursprünglichen städtebaulichen, künstlerischen und geschichtlichen Kontext zu verstehen.“

Im Übrigen finden sich dort in zwei nebeneinanderstehenden Sätzen beide mögliche Pluralformen („Baudenkmale“ und „Baudenkmäler“) unterschiedslos verwendet.
Das Deutsche Nationalkomitee für Denkmalschutz gab Anfang 2008 bekannt, dass es in Deutschland nach seiner Zählung mindestens 748.105 Baudenkmale gebe sowie 565.696 Bodendenkmale. Auch diese Zahlen erfolgten ungeachtet der Begrifflichkeit der jeweiligen Landesgesetzeinordnung.
Auch die Deutsche Stiftung Denkmalschutz, eine bundesweite private Stiftung der Denkmalpflege, verwendet den Begriff Baudenkmal unabhängig von etwa geltenden Länderdenkmalschutzgesetzen: So berichtet sie beispielsweise in ihrer Pressemeldung „Hölzerne Baudenkmale neu entdeckt“ über die Gewinner des Jugendfotowettbewerbs Fokus Denkmal 2012, dessen Sieger aus Thüringen kommt, einem Bundesland, dessen Denkmalgesetzgebung den Begriff „Baudenkmal“ nicht verwendet.

#### DDR
In der DDR verwendete die Denkmalpflege ebenfalls den Begriff des Baudenkmals, um denkmalgeschützte Bauwerke zu bezeichnen, so beispielsweise in der Dokumentation von Götz Eckardt (Hrsg.) und Horst Drescher (Bearb.): Schicksale deutscher Baudenkmäler im Zweiten Weltkrieg. Eine Dokumentation der Schäden und Totalverluste auf dem Gebiet der Deutschen Demokratischen Republik, erschienen 1978 im Henschel-Verlag Berlin.

### Österreich
In Österreich werden die geschützten Baudenkmale als Unbewegliches Denkmal unter Denkmalschutz bezeichnet. Sie wurden – zusammen mit den Archäologischen Denkmalen – in einer Liste veröffentlicht.
Daneben gibt es auch Programme der Länder und Gemeinden, wie den Tiroler Kunstkataster, den digitalen Kulturstadtplan Wien Kulturgut, oder die Denkmaldatenbank der Stadt Linz.

### Schweiz
In der Schweiz werden Baudenkmäler neben anderen Kulturgütern im Rahmen des Schweizer Kulturgüterschutzes erfasst und unter Schutz gestellt. Die Objekte werden dabei in drei Kategorien eingeteilt: Objekte von nationaler Bedeutung (A-Objekte), von regionaler Bedeutung (B-Objekte) und von lokaler Bedeutung (C-Objekte). Objekte der Klassen A und B sind im Schweizerischen Inventar der Kulturgüter von nationaler und regionaler Bedeutung gelistet. Insgesamt sind in der Schweiz 75 084 Baudenkmäler erfasst (Stand 2016).

### Frankreich
Der Staat und die Kommunen sind Eigentümer vieler historisch und architektonisch bedeutender Gebäude. 23 Prozent der kulturhistorisch bedeutenden Gebäude in Frankreich sind laut einer Erhebung des Kulturministeriums in schlechtem Zustand.